# 9. Jahrhundert
Portal Geschichte | Portal Biografien | Aktuelle Ereignisse | Jahreskalender | Tagesartikel

◄ |
7. Jh. |
8. Jh. |
9. Jahrhundert
| 10. Jh.
| 11. Jh.
| ►

800er |
810er |
820er |
830er |
840er |
850er |
860er |
870er |
880er |
890er

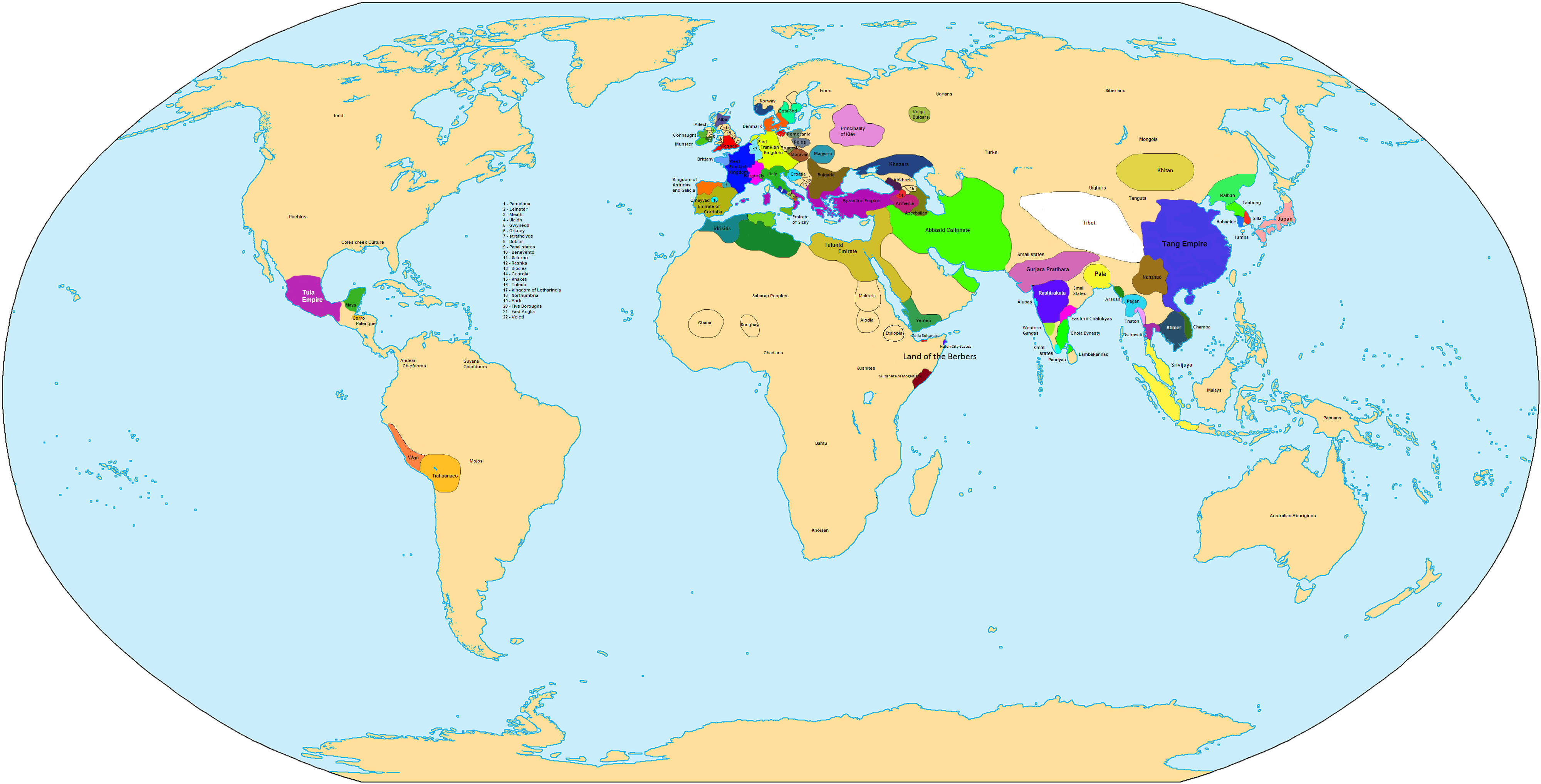
Globale territoriale Situation im 9. Jahrhundert

Das 9. Jahrhundert begann am 1. Januar 801 und endete am 31. Dezember 900. Die Weltbevölkerung in diesem Jahrhundert wird auf 200 bis 300 Millionen Menschen geschätzt. 
Das Europa dominierende Frankenreich teilte die Königsdynastie der Karolinger in mehrere Teilreiche. Aufgrund innerdynastischer Kämpfe verloren die Karolinger an Macht und Bedeutung. Parallel fuhren die Wikinger an Europas Küsten und über seine Flüsse, plünderten, betrieben Handel und ließen sich schließlich in einigen Gebieten nieder. 
Das byzantinische Reich blieb trotz zahlreicher Angriffe stabil, während die Kalifen von Bagdad zunehmend Macht einbüßten. Auf dem Gebiet des Kalifats entstanden zahlreiche unabhängige muslimische Teilreiche. 
Auch in Ostasien erlebten die meisten größeren Reiche ihren Niedergang. Tibet, das Reich der Uiguren und Nanzhao brachen auseinander und die koreanische Halbinsel wurde von Bürgerkriegen erschüttert. In China und Japan verlor die Zentralmacht jegliche Bedeutung.

## Europa
In Europa ist dieses Jahrhundert Teil des Frühmittelalters (ca. 500–1050).

Aufteilung des Frankenreiches durch den Vertrag von Verdun (843)

### Die Franken

#### Politische Entwicklung
Zu Beginn des Jahrhunderts schloss Karl der Große seine Eroberungen zur Erweiterung des Frankenreiches, das er im vorherigen Jahrhundert zum dominierenden Reich Europas gemacht hatte, ab. Danach konzentrierte er sich, wie auch sein ihm im Jahr 814 nachfolgender Sohn, Ludwig der Fromme, auf die Stärkung der Einheit und Einheitlichkeit des Reiches. Dem stand jedoch das fränkische Prinzip entgegen, das Reich nach dem Tod eines Monarchen unter den Söhnen aufzuteilen. Der Versuch Ludwigs, einerseits alle seine Söhne und insbesondere auch seinen Sohn aus zweiter Ehe zu berücksichtigen, andererseits aber seinem Sohn Lothar eine Vorrangstellung einzuräumen, führte in den Jahren 829 bis 842 zu schweren Konflikten zwischen den Söhnen und ihrem Vater sowie zwischen den Söhnen untereinander. Obwohl er mehrfach abgesetzt wurde, kam Ludwig immer wieder auf den Thron zurück. Sein Tod löste schließlich militärische Auseinandersetzungen seiner Söhne untereinander aus, die mit dem Vertrag von Verdun des Jahres 843 vorläufig beigelegt wurden. Das Reich wurde unter den Brüdern in ein Westfrankenreich, ein Ostfrankenreich und ein Mittelreich aufgeteilt. Das Mittelreich wurde unter den Söhnen seines Herrschers Lothars wiederum geteilt. Die letzte Revision der Teilung des Frankenreichs erfolgte im Vertrag von Ribemont im Jahr 880. Der Norden des Mittelreiches wurde dem Ostfrankenreich zugeschlagen. Der Rest des Mittelreiches wurde in die Gebiete Königreich Burgund und das spätere Königreich Italien aufgeteilt. Neben diesen drei Reichen blieb das Westfrankenreich bestehen. Aus dem Westfrankenreich ging später Frankreich und aus dem Ostfrankenreich und dem Königreich Italien das Heilige Römische Reich Deutscher Nation hervor. Ab dem Jahr 888 genügte das Argument, von der karolingischen Dynastie abzustammen, nicht mehr, um zum fränkischen König gewählt zu werden. Im Westfrankenreich gelangte der erste Nichtkarolinger auf den Thron.
Karl der Große und Ludwig der Fromme stärkten die im 8. Jahrhundert etablierte Grafschaftsverfassung und banden die Amtsträger, die weitgehende Vollmachten insbesondere als Heerführer und Richter hatten, an den König. Amtsträger, die zumeist aus dem hohen Adel stammten, waren Grafen, Äbte und Bischöfe. Dies spiegelte die politische Struktur wider, die keine Trennung von Kirche und weltlichem Reich kannte. Äbte und Bischöfe nahmen neben geistlichen Aufgaben auch im starken Maße weltliche Aufgaben wahr. Andererseits interpretierte der König sein Handeln religiös. Durch schriftliche Anweisungen, Kapitularien, deren Befolgung von Königsboten kontrolliert wurde, versuchten sie einheitliche Praktiken im gesamten Frankenreich herzustellen. Mit den Auseinandersetzungen ab dem Jahr 830 hörte diese Praxis auf. Im Laufe des 9. Jahrhunderts wurden immer mehr Grafenämter erblich. Durch Ämterhäufungen und Erfolge bei der Abwehr äußerer Feinde entstanden größere Machtgebilde, die Herzogtümer. Diese Zwischengewalten, deren genaue Entstehung und Charakter umstritten ist, erlangten zum Ende des Jahrhunderts quasi königliche Machtbefugnisse. Wurden diese Gebilde im Ostfränkischen Reich in die Reichsverwaltung eingegliedert, so erlangten sie im Westfränkischen Reich eine gegenüber dem König weitgehend selbstständige Stellung.
Zusätzlich zu den innerdynastischen Kämpfen, die sich auch nach dem Jahr 843 fortsetzten, waren die fränkischen Teilreiche von äußeren Feinden bedroht. Die Wikinger unternahmen regelmäßig Beutezüge in das Frankenreich, wobei sie über die Flüsse tief ins Landesinnere vorstießen. Der Widerstand, der den Wikingern entgegengebracht wurde, war nicht nachhaltig und wurde oft als lokale Selbsthilfe organisiert. Weitere Angriffe erfolgten von Slawen an der Ostgrenze und durch muslimische Nordafrikaner, von den Franken auch Sarazenen genannt, in Italien und Südfrankreich. Für die Abwehr äußerer Angriffe in den Grenzgebieten, den Grenzmarken, waren im Frankenreich die Markgrafen zuständig, die weitreichende Amtsvollmachten hatten. Diese Basis nutzen sie im Verlauf des 9. Jahrhunderts aus, um ihre Herrschaftsgebiete innerhalb der Reichsgrenzen zu erweitern.

Torhalle Lorsch

#### Gesellschaft und Wirtschaft
In diesem Jahrhundert setzte sich der Bevölkerungsanstieg des 8. Jahrhunderts in West- und Mitteleuropa fort, so dass für die letzte Hälfte des 8. und das gesamte 9. Jahrhundert eine Verdoppelung der Bevölkerung angenommen wird. Kriege, Hungersnöte und Krankheiten wirkten dem Anstieg entgegen und verlangsamten ihn zum Ende des Jahrhunderts. Die Bewohner des Frankenreiches hatten nach überstandener Kindheit eine Lebenserwartung von 44 bis 47 Jahren, wobei die Kindersterblichkeit hoch war.
Die Gesellschaft gliederte sich in Freie und Unfreie, wobei der jeweilige Status erblich war. Die Unfreien waren von einem Herren abhängig, der ihnen Schutz zu gewähren hatte, jedoch in vielen Lebensbereichen über sie bestimmen konnte. Die Rechte und Pflichten des Unfreien und seines Herren waren jedoch im Einzelfall sehr verschieden. Aus den Freien hob sich der Adel heraus, der durch Ämter privilegiert war. Im 9. Jahrhundert fand verstärkt ein Prozess der Herrschaftsintensivierung des Adels zu Lasten der übrigen Freien statt. Viele Kriegsdienste und immer aufwendigere Waffen und Rüstungen, die sie selber stellen mussten, waren für die Freien eine zunehmende Belastung. So hielten es zahlreiche Freie für wirtschaftlich günstiger unfreie Pächter eines Grundherrn zu werden, um von den Kriegslasten befreit zu werden.
Die Gesellschaft war stark agrarisch geprägt. Der weitaus größte Teil der Menschen wohnte in kleinen Dörfern auf dem Land. Die meisten Städte, die auf römische Gründungen zurückgingen, lagen in West- und Südeuropa. Reichtum begründete sich im Wesentlichen auf Landbesitz. Der Grund und Boden gehörte meistens Großgrundbesitzern, wie Königen, Adeligen, Bischöfen oder Klöstern. Die Art und Weise, wie dieser Landbesitz bewirtschaftet wurde, war regional unterschiedlich. In den Kerngebieten des Frankenreiches setzte sich die Grundherrschaft durch. Neben den wirtschaftlichen Rechten übte der Grundherr auch die Gerichtsbarkeit und Polizeigewalt auf seinem Grundbesitz aus. Eine weitverbreitete Form der Grundherrschaft war die Villikation. Einen Teil des Grundbesitzes verpachteten die Grundherren an unfreie und freie Pächter, die ihn eigenverantwortlich bewirtschafteten. Den Herrenhof bewirtschafteten sie selbst mit Hilfe von Unfreien und durch die Frondienste der Pächter. In immer mehr Gebieten setzte sich die Anbaumethode der Dreifelderwirtschaft durch und führte zusammen mit der Einführung des Wendepfluges zu Ertragssteigerungen. Ferner führte die flächendeckende Einführung der Wassermühle zu Arbeitserleichterungen. Die Menschen ernährten sich überwiegend von Getreideprodukten, ferner von Milchprodukten und Gemüse.
Das fränkische Reich umfasste viele unterschiedliche Volksgruppen. Weder die Sprache noch die Sitten und Gebräuche waren einheitlich. Wurden im Westfrankenreich romanische Dialekte gesprochen, sprachen die Menschen im Ostfrankenreich germanische Volkssprachen. Die sprachliche Trennung wird in den Straßburger Eiden sichtbar, ein Dokument das sowohl in einer romanischen Sprache als auch einem fränkisch germanischen Dialekt geschrieben wurde. Obwohl man das gesamte Jahrhundert an der Idee des einheitlichen Frankenreiches, das in Teilreiche untergliedert wurde, festhielt, kam es zu einer zunehmenden Entfremdung des westlichen vom östlichen Reichsteil.

### Wikinger und Britische Inseln

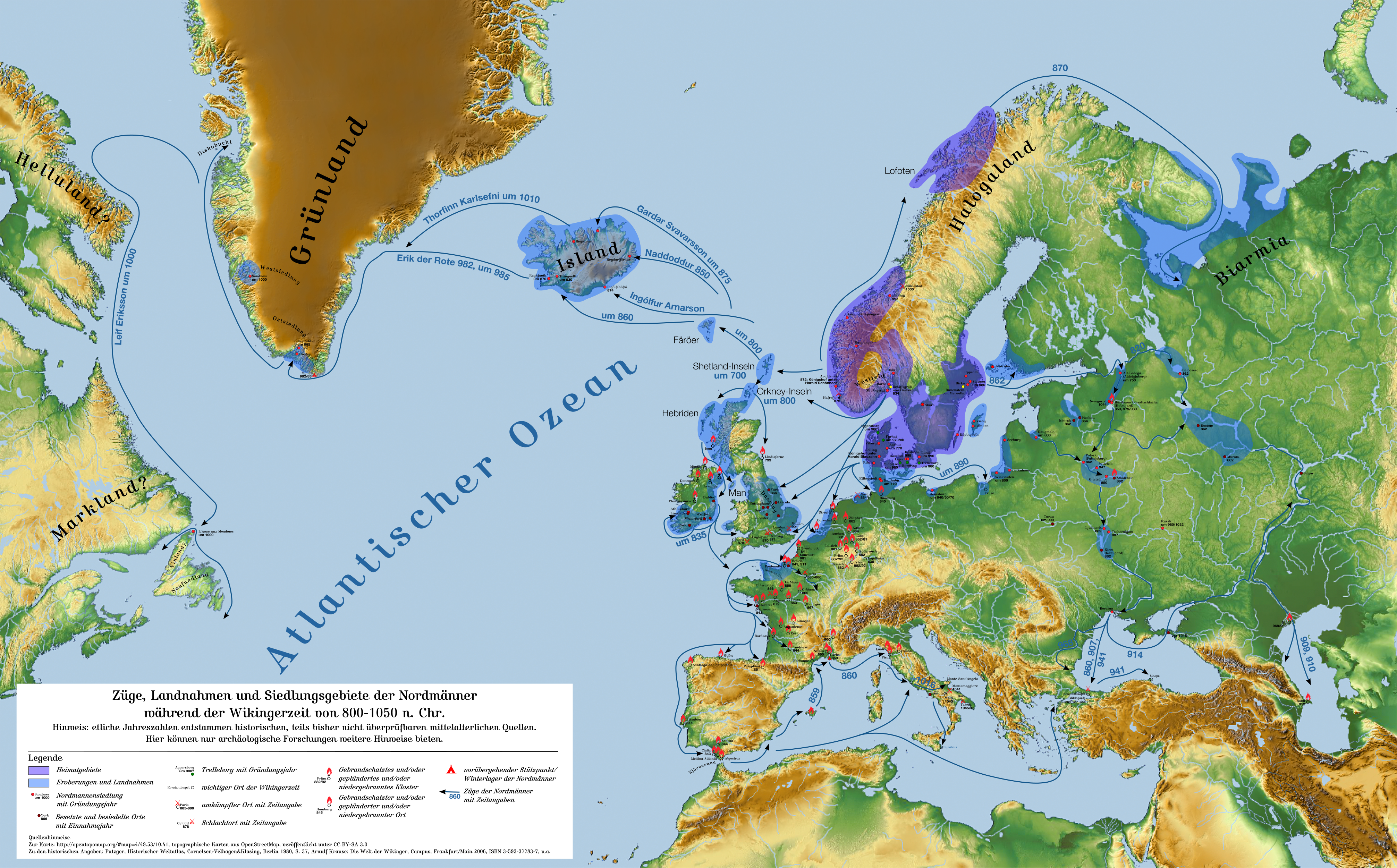
Reiserouten und Siedlungsgebiete der Wikinger

Britannien um 878

In Skandinavien siedelten im 9. Jahrhundert viele kleine Bauerngemeinschaften, die zu zahlreichen Fürstentümern gehörten. Seit den 790er Jahren unternahmen einige Gruppen aus diesen Gemeinschaften regelmäßig Fahrten mit den von ihnen konstruierten Wikingerschiffen an die Küsten und über die Flüsse Europas. Zweck dieser Fahrten waren zuerst Raubzüge aber dann auch Handel und schließlich die Besiedlung neuen Landes. Diese Gemeinschaften nennt man Wikinger und den Zeitraum, in dem sie regelmäßig Fahrten unternahmen folglich die Wikingerzeit. Schiffe vom Typ der Wikingerschiffe wurden in Skandinavien konstruiert, gebaut und hauptsächlich von Wikingern benutzt. Mit ihnen konnten sie sowohl auf hoher See als auch in seichten Küstengewässern und auf Flüssen fahren. Sowohl ihr Segel als auch ihre Ruder konnten ihnen als Antrieb dienen. Ihre Ziele lagen im Frankenreich, in Irland und England. Sie unternahmen aber auch Beutezüge auf die iberische Halbinsel. Viele Überfälle wurden durch dänische Wikinger an den Küsten des Frankenreiches und Englands durchgeführt, wobei sie ab den 830er Jahren vermehrt Flüsse herauf fuhren. Andere Wikingergruppen fuhren über die Flüsse Osteuropas vom Baltikum bis zum Schwarzen Meer. Bei diesen Fahrten nahm der Handel, unter anderem mit Byzanz, eine große Rolle ein. Ein Teil der Wikinger ließ sich an den Flüssen nieder und gründete kleine Herrschaften. Diese Wikinger wurden von den einheimischen Slawen Rus genannt, wovon sich der Name Russland ableitet. Im 10. Jahrhundert stieg das in diesem Jahrhundert gegründete Reich der Kiewer Rus zur Regionalmacht auf.
Auch in anderen Gebieten Europas ließen sich Wikinger ab den 860er Jahren dauerhaft nieder. So siedelten sie auf den britischen Inseln und auf Island.
Zu Beginn des Jahrhunderts teilten sich mehrere Königreiche unterschiedlicher Größe die britische Insel, wobei im heutigen Schottland und Wales die Kleinkönigreiche überwogen. Im Süden der Insel konnte das Königreich Wessex in der ersten Jahrhunderthälfte die Vorherrschaft zulasten des Königreiches Mercia erringen. War England zunächst nur den Raubzügen der Wikinger ausgesetzt, so eroberten sie vom heutigen Dänemark aus ab dem Jahr 866 ein großes Gebiet im Osten und der Mitte der britischen Insel, das Danelag genannt wird. Der ab dem Jahr 871 regierende König von Wessex, der später Alfred der Große genannt wurde, einte alle verbliebenen angelsächsischen Königreiche, drängte die Wikinger zurück und zwang ihnen einen Friedensvertrag auf. Der König, der heute als erster König Englands gilt, betrieb in seinem Reich eine Kulturförderung nach dem Vorbild des fränkischen Reiches.

### Iberische Halbinsel

Die iberische Halbinsel um 814

Die Iberische Halbinsel teilten sich die im Norden gelegenen christlichen Reiche, das Königreich Asturien sowie die Spanische Mark des Frankenreiches, und das muslimische Emirat von Córdoba, das den größten Teil der Halbinsel beherrschte. Das Königreich Asturien setzte die Rückeroberung der muslimisch beherrschten Gebiete, die sogenannte Reconquista, fort. Diese dauerte mehrere Jahrhunderte und wurde im Jahr 1492 abgeschlossen. In diesem Jahrhundert wurde das Gebiet bis zum Fluss Duero erobert.
Das gesamte Jahrhundert versuchten die Emire, ihre zentrale Herrschaft, die von ihrer Hauptstadt Córdoba ausging, durchzusetzen. Hinsichtlich des Hofprotokolls und der Förderung von Wissenschaft und Kunst orientierten sie sich am Kalifat von Bagdad. Neben Aufständen zu Beginn des Jahrhunderts gab es an seinem Ende größere Aufstände muslimisch gewordener Nachfahren der Westgoten, auch Muladíes genannt. Die zentrale Forderung der Aufständischen, deren Zentren im Norden des Emirats lagen, war die Gleichberechtigung mit den arabischen Eroberern.
Im Emirat wurden weitere Gruppen der Nachfahren der Westgoten muslimisch. Dennoch konnten die Christen und Juden ihren Glauben behalten. Wie überall im Emirat setzten sich auch bei ihnen die arabische Sprache und Kultur durch.

### Ost- und Südosteuropa

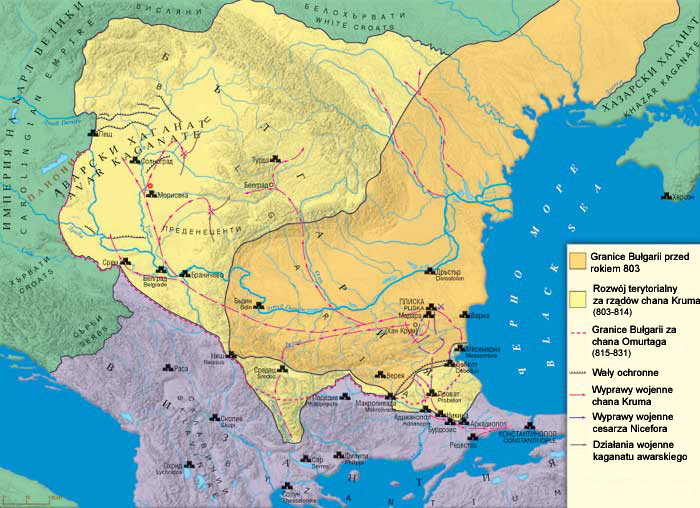
Bulgarien (803–831)

Im Jahr 831 war die Bildung des Mährerreiches, dessen Kerngebiet im Osten des heutigen Tschechien und der Slowakei lag, unter König Mojmir I. abgeschlossen. Sein Reich stand regelmäßig im Konflikt mit dem (Ost-)fränkischen Reich um die Vormachtstellung in der Region. Mit Vollendung der Reichsgründung begann die Christianisierung des Landes, die ab dem Jahr 662 maßgeblich von den Missionaren Kyrill und Method durchgeführt wurde. Die Missionare, die von Byzanz geschickt wurden, waren mit dem byzantinischen Ritus vertraut und sollten ein Gegengewicht zur fränkischen Kirche bilden, die dem päpstlichen Lager anhing. Später wechselte die mährische Kirche ins päpstliche Lager.
Weiter südlich auf dem Balkan erstreckte sich das Bulgarische Reich. Durch stetige Kriegszüge konnten die Bulgaren die Fläche ihres Reiches in diesem Jahrhundert mehr als verdoppeln, wobei sie vom Zerfall des Awarenreiches profitierten. Mitte des Jahrhunderts führten die Bulgarischen Herrscher das Christentum ein und entschieden nach einiger Zeit, den byzantinischen Ritus zu übernehmen. Der altbulgarische Adel wurde aufgrund seiner Opposition gegen die Christianisierung vom Khan, dem obersten Herrscher des Reiches, entmachtet. Die Veränderung der Führungsschicht und die Tatsache, dass die Christianisierung in slawischer Sprache erfolgte, führte zu einem Vorrang der slawischen Kultur. Der Prozess der Verschmelzung der beiden Bevölkerungsgruppen der Protobulgaren und Slawen wurde abgeschlossen.

### Religion, Kultur und Bildung im christlichen Europa
Im Frankenreich, den britischen Inseln und Italien war das Christentum nach dem katholischen Bekenntnis die herrschende Religion. Die christliche Missionstätigkeit zeigte in diesem Jahrhundert vor allem bei den Slawen und Bulgaren große Erfolge. Träger dieser Mission waren die Missionare Kyrill und Method. Beide übersetzten einige liturgische und biblische Texte in die von ihnen entwickelte altkirchenslawische Sprache. Als älteste slawische Schriftsprache ermöglichte sie allen slawischen Völkern, schriftliche Aufzeichnungen in ihrer Sprache zu tätigen.
Über die Missionierung der Slawen kam es zu Auseinandersetzungen zwischen den Herrschern und Klerikern, die päpstlich orientiert waren und denen, die byzantinisch orientiert waren. Während sich die byzantinische Seite in Bulgarien durchsetzte, gewann die päpstliche Seite bei den nördlich der Bulgaren lebenden Slawen die Oberhand. Neben diesen Auseinandersetzungen gab es machtpolitisch geprägte Auseinandersetzungen zwischen den byzantinischen Patriarchen und den Päpsten. Die im Morgenländischen Schisma des 11. Jahrhunderts besiegelte Trennung zwischen römisch-katholischer Kirche und orthodoxer Kirche begann sich abzuzeichnen. In den im 8. Jahrhundert missionierten Regionen östlich des Rheins etablierte sich eine kirchliche Struktur nach dem Vorbild des übrigen Frankenreiches. Bistümer wurden gegründet und Pfarrbezirke abgesteckt. Dies und zahlreiche Klostergründungen trugen zu einer Vertiefung des Glaubens der Bevölkerung bei.
Die Kirche übernahm in allen christlich geprägten Ländern im erheblichen Maße auch weltliche Aufgaben. Bischöfe und Äbte waren in die Herrschaftsstruktur als lokale Regenten eingebunden. Deshalb wurden sie insbesondere im Frankenreich von den Königen oder Adeligen in ihr Amt eingesetzt. Zwar hatten die Päpste ein hohes Ansehen und ihre Meinung war gefragt, doch konnten sie nicht durchsetzen, dass sie hierarchisch über den Bischöfen standen. Um die Macht der Bischöfe gegenüber den weltlichen Gewalten zu stärken, fälschte eine Gruppe von Geistlichen im 9. Jahrhundert zahlreiche Dokumente, die heute pseudoisidorische Dekretalen genannt werden.
Seitdem das Papsttum im 8. Jahrhundert eine Allianz mit den fränkischen Königen eingegangen war, gewann es an Macht und Einfluss. Die Kaiserkrönung der fränkischen Könige durch den Papst stärkte die Allianz, barg jedoch auch Konfliktpotential, da mit Kaisertum und Papsttum ein universeller Machtanspruch verbunden war. Dieser Konflikt zeigte sich zum ersten Mal im 9. Jahrhundert. Um ihren Anspruch auf den Kirchenstaat und ihre Vormachtstellung über die westliche Christenheit zu legitimieren, benutzten die Päpste eine Fälschung, die sogenannte Konstantinische Schenkung. Danach habe der römische Kaiser Konstantin der Große schon im 4. Jahrhundert dem Papst eine auf das geistliche ausgerichtete, aber auch für das Weltliche wirksame Vorherrschaft über Rom und das weströmische Reich vermacht. Auch wenn die Autorität des Papstes im dritten Quartal des Jahrhunderts einen Höhepunkt erreichte, so blieb sowohl diese als auch die Schärfe der Auseinandersetzung weit unter den Dimensionen des Hochmittelalters. Die in diesem Jahrhundert in Erscheinung getretenen Fälschungen spielten jedoch im Ringen der Päpste des Hochmittelalters mit den weltlichen Herrschern eine entscheidende Rolle. Im späten 9. Jahrhundert sank jedoch die Autorität des Papsttums, das zum Spielball stadtrömischer Innenpolitik wurde, stark ab.

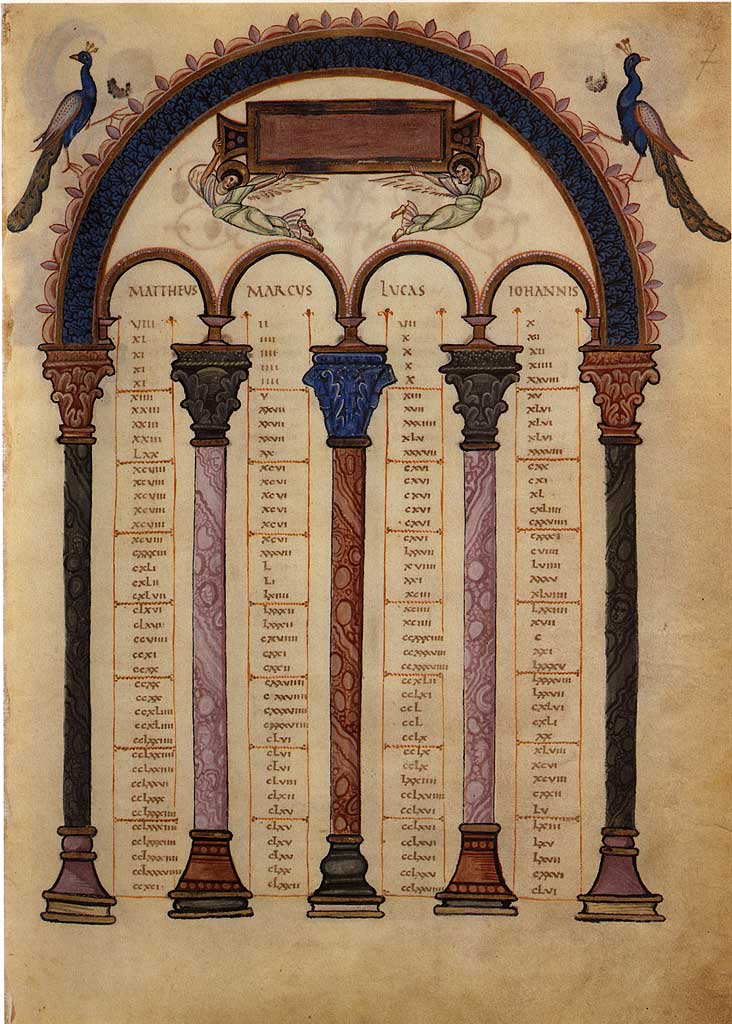
Lorscher Evangeliar, Kanontafel

Die kulturelle Entwicklung des Frankenreiches, die auch auf die anderen christlichen Reiche Europas ausstrahlte, wurde geprägt von der karolingischen Renaissance. Diese war eine Bildungsreform, die auf Initiative Karls des Großen im 8. Jahrhundert begann und deren Förderung sein Sohn Ludwig der Fromme fortsetzte. Ziel war eine kulturelle Vereinheitlichung im Frankenreich, die insbesondere auf eine kirchlich religiöse Vereinheitlichung ausgerichtet war. So wurde die lateinische Sprache als Verkehrssprache im Frankenreich eingeführt und eine einheitliche Schrift, die karolingische Minuskel, als verbindliche Schrift durchgesetzt. Diese verbreitete sich allmählich über das ganze Abendland. Liturgische Texte und der Bibeltext wurden zu einer einheitlichen Version redigiert. Ferner wurde das Kopieren antiker Texte sowie deren Weiterverbreitung und Austausch gefördert. Dies führte im 9. Jahrhundert zu einer hohen Steigerung der Herstellung von Manuskripten. Akteure der Reform waren zum einen bedeutende Gelehrte, die am Königshof residierten, zum anderen die Klöster. In den Klöstern wurden zahlreiche Schriften der Antike kopiert und getauscht. Es wurden Dom- und Klosterschulen eingerichtet, wo sowohl künftige Kleriker als auch Laien unterrichtet wurden. Zur Ordnung des Klosterlebens forderte Ludwig der Fromme von allen Klöstern die Einhaltung der Ordensregel des Benedikt von Nursia. Mit Beginn der innenpolitischen Auseinandersetzungen im Frankenreich erlahmte der Eifer, mit dem die Bildungsreform vom Königshof betrieben wurde. Das Ausbleiben der königlichen Initiative wirkte sich allmählich im ganzen Reich aus. Besonders im Ostfrankenreich kam es am Ende des Jahrhunderts zu einem spürbaren Rückgang der literarischen Produktion. Dennoch wirkte sich die karolingische Renaissance auf das Kulturleben des gesamten Mittelalters aus.
Die Mehrzahl von Schriftstücken wurde in Latein verfasst. Die von Einhard verfasste Biografie Karls des Großen, Vita Karoli Magni, war ein bedeutendes literarisches Werk in lateinischer Sprache. Aber es wurde auch Literatur in den Volkssprachen verfasst. Unter Leitung des gelehrten Rabanus Maurus entstand um 830 mit dem althochdeutschen Tatian eine Evangelienübersetzung. Als erster deutscher Dichter gilt Otfrid von Weißenburg, der um 870 den Liber Evangeliorum, ein althochdeutsches Bibelepos, verfasste.
Bildung und die Kenntnis des Lesens und Schreibens war jedoch nur einer sehr kleinen Elite zugänglich. Der überwiegende Teil der Bevölkerung kommunizierte mündlich und überlieferte auch Wissen mündlich. Symbolische Handlungen, Riten und überlieferte Gebräuche spielten für das Handeln dieser Menschen eine wichtige Rolle.
Ähnlich wie Karl der Große im Frankenreich, jedoch erst in der zweiten Hälfte des 9. Jahrhunderts, trieb Alfred der Große die kulturelle Entwicklung in England voran.

## Byzanz und die muslimische Welt

### Byzanz

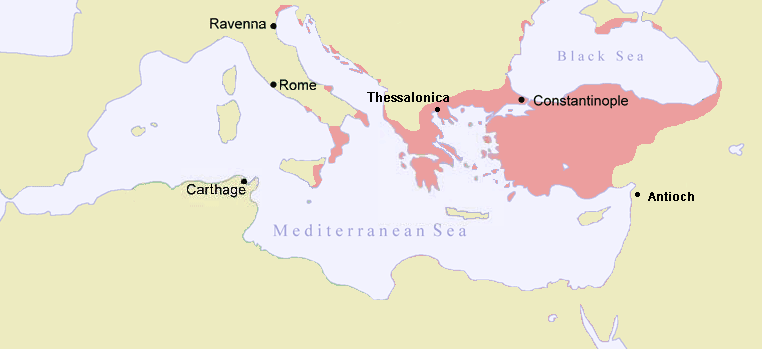
Byzantinisches Reich im Jahr 867

Das Byzantinische Reich erlitt in der ersten Hälfte des Jahrhunderts einige militärische Niederlagen. Nach mehreren Niederlagen gegen die Bulgaren verlor es Gebiete auf der Balkanhalbinsel. Ferner wurden die Inseln Kreta und Sizilien durch muslimische Truppen erobert. Wenn auch nur kurzfristig gingen auch Gebiete in Süditalien und Kleinasien an diese verloren. Ab den 840er Jahren profitierten die Byzantiner von den inneren Auseinandersetzungen im Kalifat. Die Flotte gewann wieder an Bedeutung und in Ostanatolien und Syrien eroberten die Byzantiner wieder Gebiete zurück. Die erfolgte Christianisierung der Bulgaren nach byzantinischem Ritus brachte jedoch nur kurzfristig Erleichterung.
Innenpolitisch wechselten sich insbesondere in der ersten Jahrhunderthälfte starke und schwache Kaiser ab. Sie kämpften und besiegten Usurpatoren, wie Thomas den Slawen (823), und als häretisch angesehene religiöse Bewegungen wie die Paulikianer. Besondere Aufmerksamkeit erlangte der Streit um die Verehrung religiöser Bilder des 8. Jahrhunderts, der vor dem Hintergrund der äußeren Bedrohungen und Niederlagen in der ersten Jahrhunderthälfte wiederauflebte. Im Jahr 843 wurde die Bilderverehrung wieder zugelassen und der Streit beendet.
Die Finanzreformen des Kaisers Nikephoros I. im ersten Jahrzehnt schafften Byzanz eine finanzpolitische Grundlage für seine militärischen Unternehmungen in den folgenden Jahren. Im Jahr 867 setzte sich die Makedonische Dynastie, die Byzanz fast zwei Jahrhunderte lang regierte, durch. In der zweiten Jahrhunderthälfte hatte sich die außenpolitische Bedrohung so entspannt, dass ein von den Kaisern geförderter kultureller Aufschwung, die Makedonische Renaissance, stattfand. Dabei kam es zu einer verstärkten Rückbesinnung auf die Kultur der Antike, wobei jedoch die Pflege der antiken Tradition von Byzanz auch zuvor niemals ganz aufgegeben worden war.
Das byzantinische Reich war in Bezirke, die Themen genannt wurden, aufgegliedert. Diese wurden von militärischen Befehlshabern regiert, die auch Machtbefugnisse über die zivile Verwaltung hatten. Vielen Soldaten gehörte Landbesitz, der ihnen als wirtschaftliche Grundlage zur Ausübung ihres Kriegsdienstes diente. Im Übrigen weitete der die Themen beherrschende Adel seinen Grundbesitz zu Lasten der kleinen Bauern aus, die von ihm abhängig wurden.
In der zweiten Jahrhunderthälfte nahm der Patriarch Photios I. eine bedeutende Rolle in der Vertretung der byzantinischen Kirche ein. Mit mehreren Päpsten hatte er Auseinandersetzungen über religiöse und kirchenpolitische Themen. Im selben Zeitraum sandte Byzanz Missionare aus, um die Chasaren, die Bulgaren und Slawen zum christlichen Glauben zu bekehren.

### Muslimische Welt

#### Politische Entwicklung

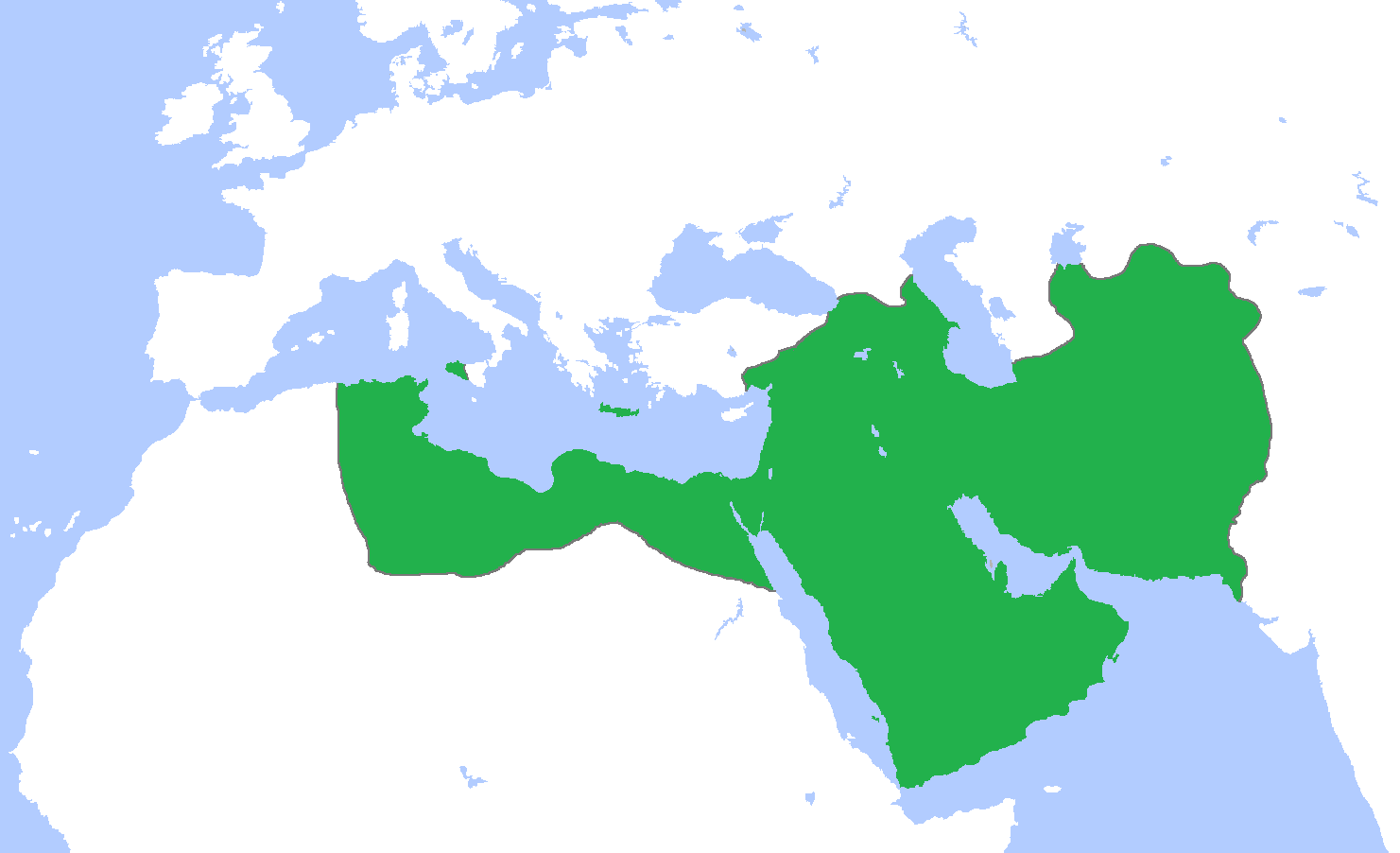
Das abbasidische Kalifenreich um das Jahr 850

Anfang des Jahrhunderts beherrschten die Kalifen, die der Abbasiden-Dynastie angehörten, ein Gebiet, das von Nordafrika bis nach Zentralasien reichte. Die Kalifen, deren Amt erblich war, hatten die oberste weltliche und religiöse Autorität inne und regierten ihr Kalifat zentralistisch von Bagdad aus. Diese Stadt war mit fast einer Million Einwohnern zu Beginn des Jahrhunderts eine der bevölkerungsreichsten Städte der Welt. Über die Nachfolge des Kalifen Hārūn ar-Raschīd brach unter seinen Söhnen im Jahr 811 ein zweijähriger Erbfolgekrieg aus, in dessen Folge insbesondere die Umgebung von Bagdad stark zerstört wurde. Auch unter dem Sieger al-Ma'mūn kam es zu verschiedenen Aufständen und Revolten, die dieser jedoch niederschlagen konnte. Dessen Nachfolger Al-Mu'tasim bi-'llāh reagierte auf die politisch instabile Situation und baute sich eine „Privatarmee“ aus Militärsklaven, die Mamluken genannt wurden, auf. Als Angehörige der Turkvölker Zentralasiens, die im Kalifat keine Wurzeln hatten, waren die Militärsklaven stark an den Kalifen gebunden. Nachdem sie eine gewisse Zeit gedient hatten, wurden sie freigelassen. Einige der Freigelassenen stiegen rasch in hohe militärische und zivile Posten im Kalifat auf. Da sich diese Sklaventruppe nicht in das Großstadtleben Bagdads integrieren ließ, zog der Kalif mit ihnen in das rund 125 km entfernte Samarra, das bis zum Jahr 892 die Residenz der Kalifen blieb. Die Mamluken-Truppe vergrößerte sich schnell und erlangte in der zweiten Jahrhunderthälfte die Macht zu bestimmen, welches Mitglied der Abbasiden-Familie Kalif wurde. Die Herrschaft mehrerer Kalifen beendeten sie durch Mord. Neben Truppen von freien Söldnern war der Typ der Mamluken-Armee der vorherrschende Armeetyp des Kalifats. Das Militär verbrauchte in der zweiten Hälfte des Jahrhunderts mehr als die Hälfte der Staatseinnahmen. Aufgrund der finanziellen Lage vergaben die Kalifen zunehmend Grundstücke als Lehen, sogenannte iqta, an hohe Militärs. Diese stärkten die Macht der Lehnsinhaber. Auch in den folgenden Jahrhunderten konnten Angehörige der Mamluken immer wieder höchste Ämter in der islamischen Welt erringen.
Die in der Landwirtschaft um Basra tätigen afrikanischen Sklaven, die Zandsch, konnten im Zuge ihres Aufstandes der Jahre 869 einen eigenen Staat etablieren. Dieser wurde im Jahr 892 vom abbasidischen Militär zerstört.
Zur Ausübung ihrer Herrschaft bedienten sich die Kalifen einer Hierarchie von Amtsträgern. Die obersten Amtsträger standen in persönlicher Bindung zum Herrscher. Trotz dieser Bindung wurden gegenüber der vorabbasidischen Zeit hohe Anforderungen an die Kompetenz der Amtsträger gestellt. In den Provinzen waren die Gouverneure die obersten Amtsträger, die die lokale Verteilung der Macht mit den lokalen Eliten individuell aushandelten. Zur Kommunikation hatten die Abbasiden ein ausgefeiltes Post- und Nachrichtenwesen etabliert.
Ein weiteres zentrales Element der Verwaltung war die schriftliche Kommunikation auf Papier. Die Kunst der Papierherstellung hatten die Abbasiden von den Chinesen im 8. Jahrhundert übernommen. Zum Ende des 8. Jahrhunderts besaß Bagdad eine Papierfabrik.
Zur Verwaltung der Provinzen des Kalifats setzen die Kalifen Gouverneure ein. Im Laufe des Jahrhunderts erlangten immer mehr Gouverneure ihre politische Eigenständigkeit von den Kalifen, wobei sie ihre weltliche und religiöse Oberherrschaft formell anerkannten. Anfang des Jahrhunderts setzten die Kalifen die türkischstämmige Dynastie der Aghlabiden als Gouverneure der nordafrikanischen Provinz Ifrīqiya ein. Diese machten sich kurz nach ihrer Einsetzung vom Kalifat politisch unabhängig. Die Aghlabiden herrschten über eine weitgehend muslimische und arabisierte Bevölkerung, die aber sehr unruhig war. Dies war ein Motiv, den größten Teil Siziliens und Gebiete in Süditalien von Byzanz erobern zu lassen. Während sie ihre Gebietserwerbungen in Sizilien halten konnten, konnten die Byzantiner die Gebiete in Süditalien zum Ende des Jahrhunderts zurückerobern. Dennoch erlangten sie durch die Eroberungen eine bedeutende Stellung im westlichen Mittelmeer, was der Provinz Ifriqiya zugutekam. Investitionen in die Landwirtschaft und die Förderung von Handel und Gewerbe trugen zur wirtschaftlichen Blüte bei. Die Stadt Kairouan, die eine Drehscheibe der Transsaharahandels war, blühte kulturell auf.
Auf der griechischen Insel Kreta gründeten muslimische Eroberer ein politisch selbständiges Emirat. Dieses nutzten sie als Basis für zahlreiche Piratenüberfälle im gesamten Mittelmeer. Auch in Ägypten erlangte der lokale Statthalter der Kalifen einen hohen Grad an Selbständigkeit und gründete die Tuluniden-Dynastie.
Anders als im Westen der Kalifenreiches errangen in Zentralasien und Ostpersien sowie dem Süden der arabischen Halbinsel, lokale Familien aus eigener Kraft die eigenständige Herrschaft über die Gebiete. Die Kalifen erkannten im Nachhinein ihre Oberherrschaft an und die Dynastien erkannten im Gegenzug die Kalifen formal an. Die zentralasiatischen Gebiete Chorasan und Transoxanien wurden von lokalen Dynastien, den Tahiriden und den Samaniden beherrscht, die in den 820er Jahren die Eigenständigkeit vom Kalifen erlangten. Am Ende des Jahrhunderts eroberten die Samaniden Chorasan, das inzwischen von den Saffariden beherrscht wurde. Die Gebiete der Samaniden profitierten vom Fernhandel über die Seidenstraße aber auch vom Sklavenhandel vor allem mit türkischstämmigen Sklaven. Ferner war eine intensive Land- und Weidewirtschaft sowie Handel und Gewerbe Teil der samanidischen Wirtschaft. Die Kultur, die stark von den Abbasiden in Bagdad beeinflusst war, aber auch eigenständige Elemente enthielt, blühte.

#### Recht, Wissenschaft und Kultur

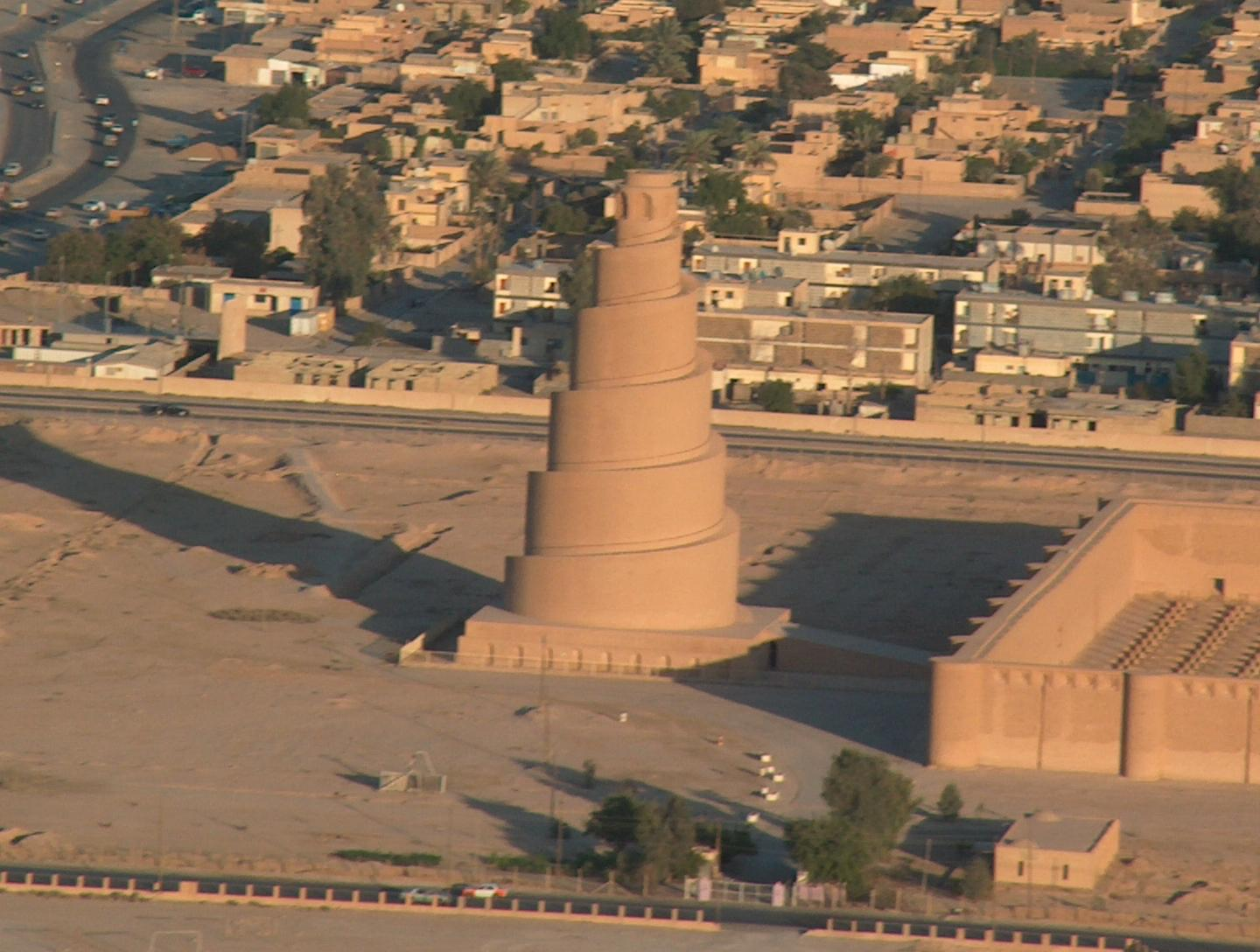
Das Spiralminarett von Samarra, eines der wichtigsten Architekturdenkmäler der Abbasidenzeit

Quelle des Rechts in der islamischen Welt des 9. Jahrhunderts war die Scharia. Wichtigste Wurzeln der Scharia waren der Koran und die Sunna, die Summe aller überlieferten Äußerungen und Handlungen des Religionsstifters Mohammed. Die Scharia als solche war jedoch nicht schriftlich kodifiziert. Vielmehr legten islamische Rechtsgelehrte, die im sunnitischen Islam vier Rechtsschulen angehörten, fest was Scharia war. Bei den politischen und sozialen Auseinandersetzungen der städtischen Gesellschaft des 9. Jahrhunderts waren die Rechtsschulen, die im 8. und 9. Jahrhundert entstanden, von großer Bedeutung. Im 9. Jahrhundert wurden die für die islamische Rechtslehre bedeutenden Aussprüche des Religionsstifters Mohammed, die zuvor mündlich überliefert wurden, zusammengetragen, nach Echtsheitskriterien gefiltert und schriftlich festgehalten. Für die Rechtsprechung setzten die Kalifen und Gouverneure Richter ein, in deren Verfahren schriftliche Urkunden zunehmend wichtiger wurden.
Mit der im 8. Jahrhundert erlangten die Kenntnis der Papierherstellung war im Kalifat ein relativ preisgünstiger Schriftträger verfügbar. Dies führte in diesem Jahrhundert zu einem starken Anstieg schriftlicher Aufzeichnungen. Die dominierende Schrift- und Verwaltungssprache war das Arabische, das sich immer mehr im Kalifenreich durchsetzte. Der Entstehungsprozess der arabischen Hochsprache, die eine eindeutige Grammatik hat, hatte im 8. Jahrhundert begonnen und setzte sich im 9. Jahrhundert fort. Sehr oft behandelten die Schriftstücke religiöse Inhalte und die mit ihnen verwandten juristischen und geschichtlichen Themen. Andere Schriftstücke widmeten sich naturwissenschaftlichen und philosophischen Themen. Schließlich wurden auch zahlreiche Werke fiktionaler Literatur in Poesie und Prosa geschaffen. Die von den Kalifen und hohen Amtsträgern des Kalifenreiches geförderte mannigfaltige Beschäftigung mit Religion, Wissenschaft und Kultur wird oft als Blütezeit des Islam, „Goldenes Zeitalter des Islam“ oder „Blütezeit der islamischen Kultur“ bezeichnet.
Ein sehr wichtiger Ausgangspunkt für die Kenntnisse in den nicht mit der Religion verwobenen Wissenschaften, wie Mathematik, Geographie, Astronomie und Medizin, dieser Zeit war das Wissen der griechischen Antike. Griechische Schriften wurden systematisch gesammelt und übersetzt, wobei christliche Übersetzer eine große Rolle spielten. Ferner wurde Wissen aus anderen Kulturen über das muslimische Handelsnetz erworben. Die Übernahme des dezimalen Zahlensystems aus Indien, heute auch arabisches Ziffernsystem genannt, war die Basis für große Fortschritte in der Mathematik und anderen Naturwissenschaften. Eine wichtige Institution dieser wissenschaftlichen Entfaltung war das im Jahre 830 gegründete Haus der Weisheit, ein Bibliothekssaal, in dem sehr viele Handschriften zentral gesammelt wurden.
Nach der islamischen Expansion im 7. und 8. Jahrhundert wurde die Bevölkerung der eroberten Gebiete zu großen Teilen nicht gezwungen zum Islam zu konvertieren. Dennoch konvertierten zahlreiche Angehörige anderer Religionen zum Islam. Im 9. Jahrhundert nahm die Zahl der Christen oder Zoroastrier in weiten Teilen des Kalifenreichs stark ab. Im Gegensatz zu den meisten anderen Provinzen blieb jedoch in Ägypten der überwiegende Teil der Bevölkerung christlich.

## Afrika
In Westafrika südlich der Wüste Sahara lag das Reich von Ghana. Dieses Königreich kam durch die Förderung von Gold, was es über den Karawanenhandel durch die Sahara in die muslimischen Staaten Nordafrikas verkaufte, zu großem Reichtum. Im Gegenzug brachten die muslimischen Händler über den Transsaharahandel den Islam nach Westafrika. Der Entstehungsprozess des Reiches Kanem-Bornu, das östlich des Tschadsees lag, wurde im 9. Jahrhundert abgeschlossen. Das Reich wurde von Königen der Duguwa-Dynastie regiert.
Wie im 8. Jahrhundert so war auch im 9. Jahrhundert die ostafrikanische Küste Ziel arabischer Einwanderer, die bis an die Küste des heutigen Mosambik kamen. An der Küste entstanden die Swahili-Handelsstädte. Die Städte wurden neben den eingewanderten Arabern hauptsächlich von Afrikanern der Bantu-Völkergruppe bewohnt. Einerseits wurde mehrheitlich Swahili, eine afrikanische Bantu-Sprache, gesprochen, andererseits prägte der Islam die gesellschaftliche Ordnung und das Rechtswesen. Die Handelskontakte dieser Städte reichten über den gesamten Indischen Ozean, aber auch ins afrikanische Hinterland.

## Asien

Indischer Subkontinent im 8./9. Jahrhundert

### Indischer Subkontinent
Den indischen Subkontinent teilten sich mehrere Regionalreiche. Insbesondere die Dynastien der Pala im nordöstlichen Bengalen, der Pratihara im Nordwesten und die der Rashtrakuta auf dem Dekkan-Plateau im Westen des Subkontinents regierten größere konkurrierende Reiche. Diese führten untereinander Kriege um die Vorherrschaft im Norden Indiens. Während die Pala in der ersten Hälfte des Jahrhunderts die Oberhand gewannen, wurden sie in der zweiten Hälfte von den Pratiharas als mächtigste Dynastie abgelöst. Am Ende des Jahrhunderts begründeten die Chola in Südindien mit dem Sieg über die Pallava-Dynastie ein großes Reich.
In weiten Teilen Indiens, bis auf Bengalen, wurde der in den vorherigen Jahrhunderten begonnene Prozess der Verdrängung des Buddhismus durch den Hinduismus abgeschlossen. Insbesondere die Vedanta-Philosophie und die Bhakti-Bewegung unterstützten die Verbreitung des Hinduismus. Die meisten Herrscher nutzten den Hinduismus zur Legitimierung ihrer Herrschaft. Die Gesellschaft war in Gruppen, die Kasten, gegliedert, wobei Einwanderer flexibel in das Kastensystem eingeordnet wurden. Die Zugehörigkeit zu einer Kaste, die durch Geburt erworben wurde, bestimmte religiöse und gesellschaftlichen Pflichten und Rechte. Die Bevölkerung lebte vorwiegend in Dörfern auf dem Land. Die im 8. Jahrhundert begonnene Erschließung größerer Gebiete außerhalb der Flusstäler durch Bewässerungsfeldbau für die intensive landwirtschaftliche Nutzung wurde fortgesetzt.

### China
An der Spitze des chinesischen Reiches standen die Kaiser der Tang-Dynastie, doch hatten sie seit der zweiten Hälfte des 8. Jahrhunderts einen Teil ihrer Macht an regionale Militärgouverneure, die Jiedushi, verloren. Abhängig von der jeweiligen Provinz regierten diese mit einem unterschiedlichen Grad an Autonomie. In einigen Provinzen hatten sie die Kontrolle über fast alle Ressourcen. Kaiser Tang Xianzong unternahm in den ersten Jahrzehnten Reformen, die das staatliche Einnahmesystem stärken und die Macht der Militärgouverneure zurückdrängen sollten. Nach seinem Tod im Jahr 820 verspielten seine Nachfolger selbst seine Teilerfolge. Sie verloren ihre Macht zunehmend an die Hofbeamten, meistens Eunuchen.
Mit dem Machtverlust der Kaiser in der zweiten Hälfte des 8. Jahrhunderts hatte China auch seine Vormachtstellung im ostasiatischen Raum verloren. Darauf reagierten zahlreiche Intellektuelle mit einer neuen Definition der chinesischen Kultur, wobei sie auf das chinesische Altertum zurückgriffen. Es kam zur Ablehnung aller kulturellen Elemente, die ihren Ursprung im Ausland hatten, und zu Fremdenfeindlichkeit. Insbesondere der Buddhismus, der seit seiner Einführung in China im ersten Jahrhundert zu großer Bedeutung gelangt war, wurde von einflussreichen Intellektuellen als nicht mit der chinesischen Kultur vereinbar gebrandmarkt. Dieses gesellschaftliche Klima führe in den Jahren 842 bis 845 zu einer großen staatlichen Verfolgung von Buddhisten, bei der eine große Zahl von Klöstern geschlossen und sehr viele Mönche und Nonnen laisiert oder ermordet wurden. Kam es auch in den Folgejahren zu einer Restauration des Buddhismus, so erlangte er in der Folgezeit bei weitem nicht mehr die Bedeutung, die er vor der Verfolgung hatte.
Der Kaiserhof finanzierte sich durch Steuern auf Vermögen und bebautes Land, die in Geld erhoben wurden. Zusätzlich wurden Ämter verkauft. Wesentlicher Teil der staatlichen Einnahmen war jedoch das Monopol auf Salz. Aufgrund des am Ende des 8. Jahrhunderts etablierten Einnahmesystems war die chinesische Wirtschaft des 9. Jahrhunderts eine Geldwirtschaft. Besonders einzelne Händler kamen zu großem Reichtum und Macht. Kleine Eliten häuften große Flächen an privatem Grundbesitz an, während zahlreiche Kleinbauern ihr Land verloren und in Schuldknechtschaft gerieten. In der Jahrhundertmitte kam es zu einem Anstieg der Kriminalität. Große Gruppen von Salzschmugglern und Piraten schmuggelten und plünderten. Dem konnte die Zentralmacht nur wenig entgegensetzen. Zudem führten Hungersnöte zu Aufständen. Als die Versorgung des Nordens über den Kaiserkanal durch eine Meuterei von Soldaten unterbrochen wurde, verschärften sich die Hungersnöte dramatisch. Die daraufhin folgenden Aufstände, von denen der Größte der Aufstand des Huang Chao der Jahre 875 bis 884 war, führten zum endgültigen Zusammenbruch der Zentralmacht. Die folgenden Tang-Kaiser hatten keine faktische Macht mehr. Während der Aufstände wurde die bedeutendste Hafenstadt Chinas, Guangzhous, von den Rebellen zerstört und 120.000 Moslems, Christen und Juden getötet. Mit der Zerstörung von Chinas Tor zur Welt verschwanden die arabischen Dhaus aus dem südchinesischen Meer.

### Japan
In Japan wird das 9. Jahrhundert der Heian-Zeit (794–1185) zugeordnet. Diese wurde durch den Umzug des Kaisers von der bisherigen Hauptstadt Nara nach Heian-kyō, dem heutigen Kyōto, im 8. Jahrhundert eingeleitet. In der ersten Jahrhunderthälfte regierten die Kaiser Japan zentralistisch und mit großer Machtfülle. Es bestanden enge Verbindungen nach China und die Herrschafts- und Gesellschaftsordnung orientierte sich nach den Mustern, die zum Höhepunkt der Tang-Zeit in China entwickelt wurden. Anders als in China wurden die Ämter jedoch ausschließlich nach der Zugehörigkeit zu einer Adelsfamilie und deren Rang vergeben. Durch die intensive Kunstförderung wird diese Zeit auch das goldene Zeitalter der japanischen Künste genannt. Mitte des Jahrhunderts erlangte die Familie Fujiwara die faktische Herrschaft über Japan. Sie führte die Amtsgeschäfte im Namen der Kaiser, die keine politische Macht mehr hatten.
Während der Hofadel abgeschirmt vom Rest des Landes lebte, bauten einige Provinzbeamte ihre Macht aus. Zur Bekämpfung von Revolten, die aus Hungersnöten der Bevölkerung resultierten, löste der Kaiser die Wehrpflichtenarmee auf und errichtete eine Armee aus Adeligen. Aufgrund der militärischen Macht gewann die Kriegerelite des Landadels die Herrschaft über Landgüter und Militäreinheiten. Zusätzlich zu der Eroberung des Nordens der japanischen Hauptinsel nutzten diese Adeligen ihre Armeen, um in einem gegenseitigen Verdrängungskampf immer größere Territorien zu kontrollieren.

### Zentral-, Ost- und Südostasien
Das Königreich Tibet war zu Beginn des Jahrhunderts eine bedeutende Regionalmacht. Den Angriffen der Uiguren und des Reiches Nanzhao konnten sich die tibetischen Truppen in den ersten Jahrzehnten erwehren bis mit diesen Friedensverträge abgeschlossen wurden. Die tibetischen Könige förderten massiv die Stellung des Buddhismus. Buddhistische Mönche übernahmen zunehmend Ämter im Staat. Einige Gruppen standen dieser Förderung des Buddhismus ablehnend gegenüber und versuchten ab dem Jahr 838 den Buddhismus wieder zurückzudrängen. Nach der Ermordung des amtierenden Königs im Jahr 842 wurde das Reich von starken innenpolitischen Auseinandersetzungen erschüttert und die zentrale Macht und damit das Königreich Tibet brachen auseinander.
Auf der koreanischen Halbinsel verlor das Königtum des Reiches Silla an Macht zugunsten lokaler Militärmachthaber. Schließlich begann mit der Abspaltung eines Teilreiches im Jahr 892 das Ende des Königreiches Silla.
In Südostasien errichteten und vergrößerten die Khmer ihr Königreich (auch Königreich von Angkor genannt). Die Khmer entwickelten eine effektive Landwirtschaft mit Hilfe von Bewässerungskanälen und Wasserspeichern. Die Nahrungsüberschüsse ermöglichten es König Indravarman I. am Ende des Jahrhunderts ein umfangreiches Bauprogramm in Angkor zu beginnen, das von seinen Nachfolgern fortgeführt wurde.

## Amerika
In Amerika begann der Niedergang des Maya-Reiches. Im Tiefland wurden einzelne Maya-Zentren aufgegeben und ein rapider Bevölkerungsrückgang setzte ein. Neben anderen Erklärungen werden Klimaveränderungen in Kombination mit Umweltzerstörung als Ursachen für den Niedergang diskutiert.

## Ereignisse

### Europa
- 814: Nach dem Tod Karls des Großen folgte ihm Ludwig der Fromme als Herrscher des gesamten Frankenreiches nach.
- 843: Im Vertrag von Verdun teilten die Söhne Ludwigs des Frommen das Frankenreich in drei Teilreiche auf und beenden damit einen Erbfolgekrieg, der nach dem Tod ihres Vaters ausbrach.
- 875: Der Schwede Gardar Svavarsson entdeckte Island, das darauf erforscht und besiedelt wurde.
- 880: Im Vertrag von Ribemont findet die Teilung des Frankenreiches ihren Abschluss.

### Asien
- 802: Beginn des historischen Khmer-Reiches in Angkor (Kambodscha) durch Vereinigung zuvor eigenständiger Königreiche
- 842: Beginn der Buddhistenverfolgungen in China, die die Bedeutung des Buddhismus in China deutlich verringerten
- 858: In Japan begann die Herrschaft der Familie Fujiwara, die das Kaiserhaus kontrollierte und somit zur tatsächlichen Regierung wird.
- 875: Beginn des Aufstandes des Huang Chao, in dessen Folge die chinesischen Tang-Kaiser jegliche Macht verloren und der zum Untergang der Tang-Dynastie beitrug.

## Persönlichkeiten

### Europa
- Karl der Große (* um 748; † 814) setzte mit der von ihm geförderten Karolingischen Renaissance die kulturellen Grundlagen, die für das Abendland im Mittelalter prägend wurden.
- Papst Nikolaus I. (* 820; † 867) förderte die Mission der Slawen und betonte den Vorranganspruch der Päpste.
- Alfred der Große (* 848 oder 849; † 899) einigte die nicht von Wikingern besetzten Teile Englands, gilt als erster englischer König und förderte Bildung und Kultur in seinem Reich.

### Byzanz, die muslimische Welt und Asien
- Photios der Große (* um 820; † 891), byzantinischer Patriarch, der die Mission der Slawen initiierte.
- Al-Chwarizmi (* um 780; † zwischen 835 und 850), Mathematiker, der maßgeblich zur Übernahme des dezimalen Zahlensystems aus Indien beitrug. Auf der Grundlage dieses Zahlensystems entwickelte er die Mathematik maßgeblich weiter.
- Fujiwara no Yoshifusa (* 804; † 872) etablierte den Einfluss der Familie Fujiwara auf den japanischen Kaiserthron, indem er seinen Enkel als Kaiser etablierte.